# Cristofano Bertelli
Cristofano Bertelli (Rimini, 1526-1530 – ...) è stato un incisore italiano attivo a Modena intorno al 1561.

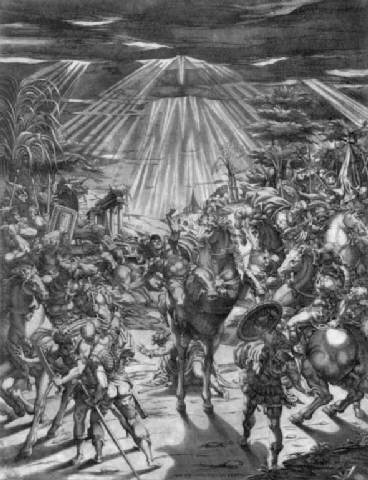
Conversione di San Paolo di Cristofano Bertelli

Era probabilmente parente degli incisori Ferrando Bertelli e Luca Bertelli, una famiglia di incisori di quell'epoca.

## Biografia
Nato nel Ducato di Modena e Reggio, alcune delle sue matrici sono giunte fino ai nostri giorni: Ritratto di Ottavio Farnese, duca di Parma, Conversione di San Paolo, Sacra Famiglia con Santi Agostino, Sebastiano ed Elena e San Giuseppe che dorme, Madonna col Bambino con San Giorgio e altri santi, Madonna col Bambino, con i santi Sebastiano, Francesco e Rocco dal Correggio e Le diverse età dell'uomo.